# Anexaireta solvoides
Anexaireta solvoides är en tvåvingeart som först beskrevs av James 1975.  Anexaireta solvoides ingår i släktet Anexaireta och familjen vapenflugor. Inga underarter finns listade i Catalogue of Life.